# Typ 63 (Flakpanzer)
Der Typ 63 ist ein in der Volksrepublik China hergestellter Flakpanzer.

## Geschichte
In den 1950er-Jahren verfügte die Volksrepublik China (VR China) über kein mobiles Flugabwehrsystem, woraufhin es zur Eigenentwicklung und Herstellung eines Flakpanzers kam. Vor dem Abbruch der Beziehungen mit der Sowjetunion hatte die VR China viele russische T-34-Panzer gekauft; deren Chassis und Fahrwerk bildete die Grundlage für den Flakpanzer Typ 63.
Der Typ 63 (Flak) wurde lediglich beim Heer der Volksbefreiungsarmee in großer Zahl sowie bei den vietnamesischen Streitkräften eingesetzt. Sie kamen während des Vietnamkrieges zum Einsatz. Zu Beginn der 1980er-Jahre wurden diese Fahrzeuge ausgemustert.

## Technik

### Fahrwerk
Fahrwerk und Chassis wurden komplett vom T-34 übernommen. Der Turm des Panzers wurde entfernt und durch einen nach oben offenen Turm für die Flugabwehrgeschütze ersetzt. Das machte das Fahrzeug anfälliger für Beschuss aus Bordwaffen anfliegender Flugzeuge oder gegen Angriffe feindlicher Infanterieeinheiten. Ebenso nachteilig wirkte sich das Fehlen eines Radars aus, das heißt die Feuerleitung erfolgte ausschließlich visuell und manuell durch die Bedienmannschaften. Damit war der Typ 63 ein „Schönwetterfahrzeug“. Auch ein nachträglicher Einbau zur Kampfwertsteigerung wurde aus Gewichtsgründen nicht durchgeführt.
Ein weiterer Nachteil war, dass die Kanone manuell gerichtet werden musste. Schnellfliegende Flugzeuge konnten so nur schwer bekämpft werden, zumal die fünfschüssigen Ladestreifen ebenfalls manuell von einem weiteren Soldaten nachgeführt werden mussten.

### Geländefähigkeit
- Grabenüberschreitfähigkeit: 2,50 m
- Furttiefe: 1,32 m
- Kletterfähigkeit: 0,73 m

## Fazit
Der Typ 63 war dem US-amerikanischen M42 Duster und dem sowjetischen ZSU-57-2 deutlich unterlegen. Die Gründe liegen in der geringeren Leistungsfähigkeit des veralteten Fahrwerks und in der geringeren Feuerkraft sowie der Präzision.

## Nutzer
- Volksrepublik China
- Vietnam